# Hodenc-l'Évêque
Hodenc-l'Évêque is een gemeente in het Franse departement Oise (regio Hauts-de-France) en telt 213 inwoners (2004). De plaats maakt deel uit van het arrondissement Beauvais.

## Geografie
De oppervlakte van Hodenc-l'Évêque bedraagt 3,5 km², de bevolkingsdichtheid is 60,9 inwoners per km².
De onderstaande kaart toont de ligging van Hodenc-l'Évêque met de belangrijkste infrastructuur en aangrenzende gemeenten.

## Demografie
Onderstaande figuur toont het verloop van het inwonertal (bron: INSEE-tellingen).